# Takenoko
Takenoko (japonsky タケノコ) je stolní hra navržená francouzským tvůrcem Antoinem Bauzou a vydaná francouzskou společnosti Matagot poprvé roku 2012. Představena byla v roce 2011 na veletrhu Spiel v Essenu. V české lokalizaci ji vydala společnost REXhry. Hráči v ní budují zahrady a v nich pěstují bambusové výhonky, kterými se živí panda.
Hra získala několik ocenění, mezi nimi Jeu de l'année (Hra roku) v roce 2012.

## Hry a rozšíření
- Takenoko (2011) – základní hra
- Takenoko: panďátka (2015) – rozšíření
- Takenoko Giant (2019) – sběratelská edice s luxusními figurkami v nadživotní velikosti[4]